# Operación Yiftaj
La operación Yiftaj (en hebreo: מבצע יפתח‎, transliteración: Mivtzá Yiftaj) fue una ofensiva del Palmaj llevada a cabo entre el 28 de abril y el 23 de mayo de 1948. Los objetivos eran capturar Safed y asegurar la Galilea oriental, antes de que el mandato británico finalizara el 14 de mayo de 1948. Fue ejecutada por dos batallones del Palmaj, comandados por Yigal Alón.

## Trasfondo
La operación Yiftaj era parte del Plan Dalet, cuyo objetivo era asegurar las zonas asignadas al estado judío en el plan de partición de la ONU antes del final del mandato británico en Palestina. Con el inminente final del mandato, las fuerzas británicas habían comenzado a retirarse de las áreas estratégicas, como el noreste de Galilea. En estas áreas se produjo una lucha entre ambos lados para ocupar las abandonadas instalaciones militares y de la policía. Milicias locales y voluntarios árabes se habían apoderado de los fuertes de la Policía Palestina en Safed y en Nebi Yusha.

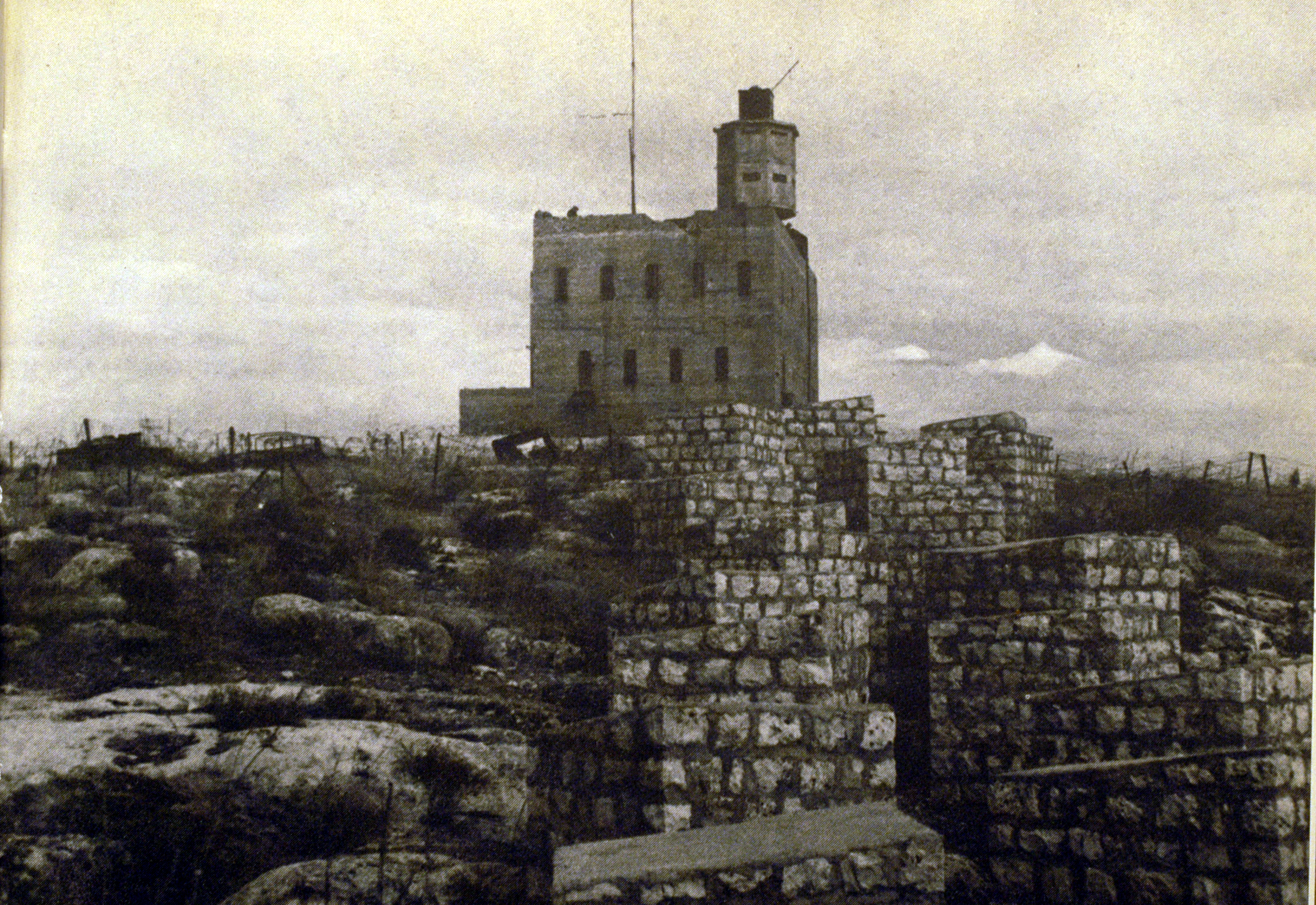
El fuerte en Nebi Yusha.

El 17 de abril, la Haganá lanzó un ataque contra el fuerte de Nebi Yusha, que fracasó. Un segundo ataque el 20 de abril dio como resultado la muerte de veintidós de los atacantes. Como resultado de esta derrota, se le fue asignado el mando de la operación a Yigal Alón, el comandante general del Palmaj. Nebi Yusha finalmente fue tomada el 20 de abril, en un ataque en el que aviones lanzaron bombas incendiarias contra el fuerte. El campamento militar en Rosh Pinna fue entregado a la Haganá/Palmaj por su comandante británico el 28 de abril. Alón llegó a la campaña creyendo que la mejor manera de asegurar las fronteras era limpiar por completo la zona de todas las fuerzas y habitantes árabes. Esta operación iba a ser el inicio de su fama de «no dejar comunidades civiles árabes a su paso».
Safed, antes de la guerra, tenía una población de 10.000-12.000 árabes y 1.500 judíos, y fue la base para unos 700-800 irregulares locales y extranjeros. El ataque a Safed fue similar al ataque contra los árabes en Tiberíades, en los días 16-17 de abril, que se inició con un ataque particularmente destructivo en un pueblo vecino que conllevó a una pérdida de la moral en la ciudad.

## La operación
El 1 de mayo de 1948, el 3° Batallón del Palmaj atacó el pueblo de Ein al-Zeitun, al 1 km al norte de Safed. Se comenzó a bombardear el pueblo a las 03:00 horas, usando uno de los primeros morteros Davidka, así como dos de 3 y ocho morteros convencionales de 2. El Davidka era un mortero casero, que disparaba un proyectil de gran tamaño y era prácticamente inútil debido a su imprecisión, pero era usado debido al fuerte ruido del proyectil durante el vuelo y detonación. Aunque apenas era capaz de causar víctimas, el arma en realidad era bastante eficaz en desmoralizar a los defensores árabes, algunos de los cuales llegaron a informar que las explosiones eran «bombas atómicas», que sabían que los judíos habían ayudado a desarrollar.
Una vez que entraron en el pueblo, la mayor parte de los «varones jóvenes adultos» habían huido, pero fueron tomados 37 prisioneros, y estuvieron probablemente entre los 70 hombres ejecutados en un valle entre el pueblo y Safed, dos días más tarde. Los que se quedaron en el pueblo fueron detenidos y expulsados. Durante los próximos dos días, zapadores del Palmaj volaron y quemaron casas en el lugar. A ello siguió una sub-operación, la operación Matateh, a partir del 4 de mayo, que retiró a cinco tribus beduinas del valle del Jordán, al sur de Rosh Pina.
El 6 de mayo, el Palmaj lanzó un ataque a tierra en Safed, pero no pudo tomar la ciudadela. El fracaso fue atribuido a un insuficiente bombardeo. A pesar de los intentos árabes de negociar una tregua, y que el ejército británico estaba autorizado a intervenir, un segundo ataque fue lanzado en la noche del 9-10 de mayo. Fue precedido por un bombardeo «masivo, concentrado» de morteros, en el que se utilizó el Davidka nuevamente. Una versión israelí describe el asalto final como ocurriendo en fuertes lluvias, con las fuerzas del Palmaj luchando «toda la noche, atacando en oleadas hasta las empinadas calles de la ciudad, luchando de casa en casa y de habitación en habitación».
Después de la captura de Safed, unidades del Palmaj se trasladaron al norte para asegurar las fronteras con el Líbano y Siria. El 14-15 de mayo, el 1° Batallón del Palmaj estuvo involucrado en un choque con unidades libaneses en Qabas. En sus escritos posteriores, Alón afirmó que una campaña de «rumores» que lanzó fue de gran importancia. Esto implicó a muktars judíos locales que tenían contactos en las comunidades árabes cercanas, «murmurando en los oídos de varios árabes que gigantes refuerzos judíos habían llegado a Galilea y estaban a punto de despejar a los pueblos de Hula». Un informe de inteligencia de las FDI atribuyó el éxito de esta táctica en el caso de los diez pueblos, a pesar de que sugieren que algunos también pudieron haber sido bombardeados. Existe evidencia de que los oficiales sirios o comandantes irregulares árabes ordenaron a las mujeres y los niños evacuar las aldeas al noreste de Rosh Pina.

## Consecuencias
En palabras de Jaim Herzog, en la mañana del 11 de mayo, «la evacuación masiva de familias árabes de la ciudad comenzó». Los únicos civiles que permanecieron en Safed eran «cerca de» 100 los musulmanes «en promedio, de 80 años» y «34-36 ancianos árabes cristianos». A finales de mayo o principios de junio los musulmanes fueron «expulsados» al Líbano, y el 13 de junio los cristianos fueron retirados en camiones a Haifa. 4-5,000 beduinos y habitantes que permanecieron en la zona de Hula después de la creación del estado de Israel fueron transportados a través de la frontera con Siria, durante la guerra de Suez de 1956.

## Comunidades árabes capturadas en la operación Yiftaj

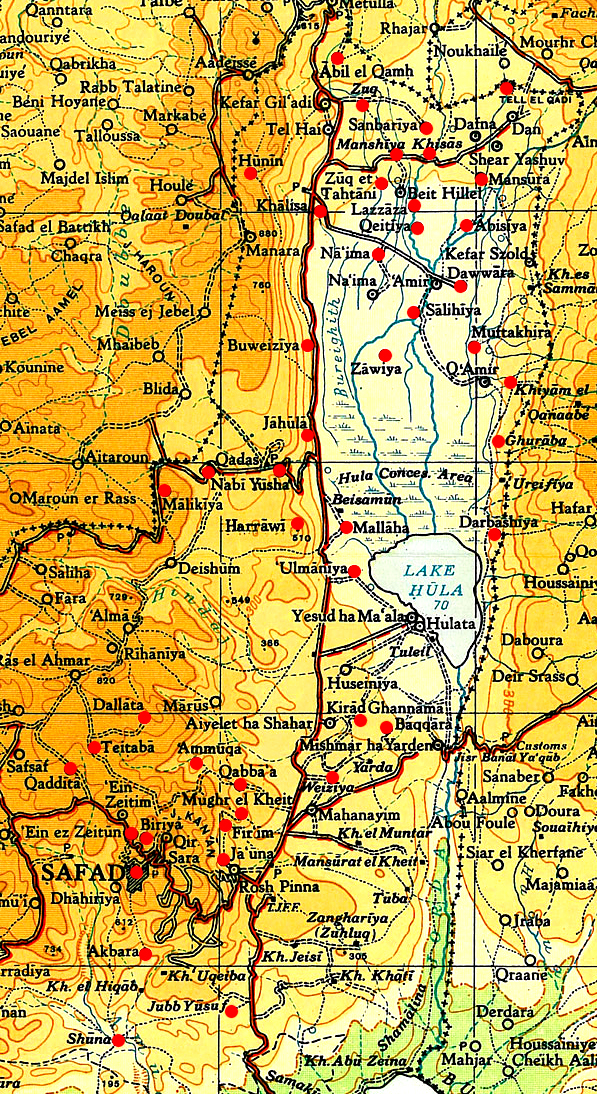
Pueblos capturados durante la operación Yiftaj.

| Nombre                | Fecha                                                                                  | Fuerzas defensoras                              | Brigada                | Población                                           |
| --------------------- | -------------------------------------------------------------------------------------- | ----------------------------------------------- | ---------------------- | --------------------------------------------------- |
| 'Arab al-Zubayd       | 20 de abril de 1948                                                                    | pobladores expulsados                           | s/d                    | 800                                                 |
| Al 'Ulmaniyya         | 20 de abril de 1948                                                                    | s/d                                             | s/d                    | 260                                                 |
| Kirad al-Ghannama     | 22 de abril de 1948                                                                    | evacuados                                       | s/d                    | 350                                                 |
| Kirad al-Walid        | 22 de abril de 1948                                                                    | evacuados                                       | s/d                    | 280                                                 |
| Kirad al-Baqqara      | 22 de abril de 1948                                                                    | s/d                                             | 1° Batallón del Palmaj | 360                                                 |
| Tulayl                | Finales de abril de 1948                                                               | s/d                                             | s/d                    | 340                                                 |
| Al-Didara             | Abril/mayo de 1948                                                                     | s/d                                             | s/d                    | 100                                                 |
| Al-Shuna              | Abril/mayo de 1948                                                                     | s/d                                             | s/d                    | 170                                                 |
| Ein al-Zaytun         | 1 de mayo de 1948                                                                      | ninguna                                         | 3° Batallón del Palmaj | 820                                                 |
| Biriyya               | 1 de mayo de 1948                                                                      | s/d                                             | s/d                    | 240                                                 |
| Ghuraba               | 1 de mayo de 1948                                                                      | s/d                                             | s/d                    | 220                                                 |
| Khiyam al-Wali        | 1 de mayo de 1948                                                                      | evacuados                                       | s/d                    | 280                                                 |
| Al-Muftakhira         | 1 y 16 de mayo de 1948                                                                 | s/d                                             | s/d                    | 350                                                 |
| Fir'im                | 2 y 26 de mayo de 1948                                                                 | s/d                                             | s/d                    | 740                                                 |
| Mughr al-Khayt        | 2 de mayo de 1948                                                                      | s/d                                             | s/d                    | 490                                                 |
| Qabba'a               | 2 de mayo de 1948                                                                      | s/d                                             | s/d                    | 460                                                 |
| Al-Wayziyya           | 2 de mayo de 1948                                                                      | s/d                                             | s/d                    | 100                                                 |
| Jubb Yusuf            | 4 de mayo de 1948                                                                      | s/d                                             | s/d                    | 170                                                 |
| Harrawi               | 5 y 25 de mayo de 1948                                                                 | Ejército Árabe de Liberación                    | s/d                    | s/d                                                 |
| 'Akbara               | 9 de mayo de 1948                                                                      | 15-20 pobladores                                | 1° Batallón del Palmaj | 390                                                 |
| Al-Ja'una             | 9 de mayo de 1948                                                                      | s/d                                             | s/d                    | 1,150                                               |
| Safed                 | 9-10 de mayo de 1948                                                                   | Ejército Árabe de Liberación milicia local      | Palmaj                 | 12,610 9,780 musulmanes 2,400 judíos 430 cristianos |
| Abil al-Qamh          | 10 de mayo de 1948                                                                     | s/d                                             | 1° Batallón del Palmaj | 330                                                 |
| Al-Zahiriyya al-Tahta | 10 de mayo de 1948                                                                     | milicia del pueblo 20-30 hombres                | s/d                    | 350                                                 |
| Dallata               | 10–11 de mayo de 1948                                                                  | s/d                                             | s/d                    | 360                                                 |
| Qaddita               | 11 de mayo de 1948                                                                     | s/d                                             | campaña de rumores     | 240                                                 |
| Al-Buwayziyya         | 11 de mayo de 1948                                                                     | pobladores expulsados                           | s/d                    | 510                                                 |
| Al-Khalisa            | 11 de mayo de 1948                                                                     | milicia del pueblo                              | s/d                    | 1,840                                               |
| Al-Zuq Al-Tahtani     | 11 de mayo de 1948                                                                     | s/d                                             | s/d                    | 1,050                                               |
| Al-Malikiyya          | 12 de mayo de 1948 cambió de manos 15 de mayo, 29 de mayo, 7 de junio, Operación Hiram | Ejército Árabe de Liberación 2° Batallón Yarmuk | Palmaj                 | 360                                                 |
| Hunin                 | 14 de mayo de 1948                                                                     | milicia del pueblo                              | s/d                    | 1,620                                               |
| Al-Na'ima             | 14 de mayo de 1948                                                                     | s/d                                             | s/d                    | 1,240 inc. 210 judíos                               |
| Al-Shawka al-Tahta    | 14 de mayo de 1948                                                                     | pobladores expulsados                           | s/d                    | 200                                                 |
| Khan al-Duway         | 15 de mayo de 1948                                                                     | s/d                                             | s/d                    | 260                                                 |
| Qatiyya               | 19 de mayo de 1948                                                                     | s/d                                             | s/d                    | 940                                                 |
| Lazzaza               | 21 de mayo de 1948                                                                     | evacuados                                       | campaña de rumores     | 230 inc. 100 judíos                                 |
| Al-Zuq al-Fauqani     | 21 de mayo de 1948                                                                     | milicia del pueblo 20-30 hombres                | campaña de rumores     | 160                                                 |
| 'Ammuqa               | 24 de mayo de 1948                                                                     | evacuados                                       | Palmaj                 | 140                                                 |
| Al-Zawiya             | 24 de mayo de 1948                                                                     | s/d                                             | s/d                    | 760                                                 |
| Al-Manshiya           | 24 de mayo de 1948                                                                     | s/d                                             | campaña de rumores     | s/d                                                 |
| Jahula                | 24-25 de mayo de 1948                                                                  | s/d                                             | s/d                    | 420                                                 |
| Al-'Abisiyya          | 25 de mayo de 1948                                                                     | s/d                                             | campaña de rumores     | 1,510 inc. 290 judíos                               |
| Baysamun              | 25 de mayo de 1948                                                                     | s/d                                             | campaña de rumores     | 20                                                  |
| Al-Dawwara            | 25 de mayo de 1948                                                                     | s/d                                             | campaña de rumores     | 1,100 inc. 400 judíos                               |
| Al-Khisas             | 25 de mayo de 1948                                                                     | s/d                                             | campaña de rumores     | 530 inc. 60 judíos                                  |
| Mallaha               | 25 de mayo de 1948                                                                     | pobladores expulsados                           | campaña de rumores     | 890                                                 |
| Al-Mansura            | 25 de mayo de 1948                                                                     | s/d                                             | campaña de rumores     | 360                                                 |
| al-Salihiyya          | 25 de mayo de 1948                                                                     | s/d                                             | s/d                    | 1,520                                               |
| Qadas                 | 28/29 de mayo cambio de manos 7 de junio, Operación Hiram                              | Ejército Libanés                                | s/d                    | 390                                                 |
| Al-Dirbashiyya        | Mayo de 1948                                                                           | s/d                                             | s/d                    | 310                                                 |
| Al-Sanbariyya         | Mayo de 1948                                                                           | s/d                                             | s/d                    | 130                                                 |
| Taytaba               | Mayo de 1948                                                                           | s/d                                             | s/d                    | 530                                                 |